# Dom Tchantoko
Dom Tchantoko est un village de la région de l'Extrême-Nord (Cameroun), département du Mayo-Danay et arrondissement de Gobo. Il est situé à une altitude de 337 m, à proximité de la frontière avec le Tchad. 